# Bachisio Bandinu
Bachisio Bandinu (Bitti, 22 febbraio 1939) è un antropologo, giornalista e scrittore italiano.

## Biografia
Nel 1967 consegue la laurea in Lettere e Filosofia presso l'Università di Cagliari con una tesi dal titolo "Antonio Fogazzaro e il modernismo". Nel 1971 si diploma in Giornalismo con un elaborato dal titolo "Montale giornalista" presso la Scuola Superiore delle Comunicazioni Sociali dell'Università Cattolica del Sacro Cuore di Milano. Nello stesso istituto, nel 1973 si diploma in Radio e Televisione. Nel 1972 si iscrive all'Ordine dei giornalisti della Lombardia, nel 1987 all'Ordine dei giornalisti della Sardegna.
Esponente non accademico della Scuola antropologica di Cagliari, allievo di Ernesto de Martino e di Alberto Mario Cirese al pari dei suoi coetanei Giulio Angioni e Placido Cherchi, è studioso di cultura tradizionale della Sardegna interna in trasformazione repentina negli ultimi decenni, e si occupa in particolare di questioni d'identità culturale e politica. Fra il 1965 e il 1987 insegna Lettere presso l'istituto tecnico industriale di Varese. Poi, fino al 1997, è docente dell'istituto tecnico "Pertini" di Cagliari. Dal 1973 al 1985 collabora con il Corriere della Sera.
Nel 1976 ha scritto, con Gaspare Barbiellini Amidei il saggio Il re è un feticcio, nel quale analizza il rapporto tra il mondo tradizionale della pastorizia e la civiltà dei consumi in Sardegna. Nel 1980 ha pubblicato Costa Smeralda, contributo all'analisi del rapporto tradizione/innovazione. Nel 1993 ha vinto il Premio Funtana Elighes e nel 1999 è stato nominato direttore de L'Unione Sarda, ruolo ricoperto fino al 2001.
È presidente della "Fondazione Sardinia" e da anni risiede a Olbia.

## Pubblicazioni
- Costa Smeralda. Come nasce una favola turistica, Rizzoli, Milano, 1980.
- Un sardismo da inventare, in Le ragioni dell'utopia. Omaggio a Michelangelo Pira, pp. 121-139, Giuffrè, Milano, 1984.
- Narciso in vacanza. Il turismo in Sardegna tra mito e storia, collana I griot, 2ª ed., AM&D, 1996, ISBN 9788886799034.
- Il cavallo. Memorie, sogno, storia, 1995.
- Lettera a un giovane Sardo, La Torre, Cagliari, 1996.
- Gennargentu, la città invisibile, in L'Unione Sarda del 18.1.1997.
- Olbia città multietnica, (con G. Murineddu e E. Tognotti), AM&D, Cagliari, 1997.
- Visiones. I sogni dei pastori, AM&D, Cagliari, 1998.
- Ballos, Frorias, Cagliari, 2000.
- Mario De Biasi. Viaggio dentro l'isola, (con Alfonso Gatto e Giuseppe Dessì), Ilisso, 2002.
- Il re è un feticcio, Ilisso, Nuoro, 2003.
- Placido Cherchi e Michele Pinna, Identità cultura scuola, Selargius, Domus De Janas, 2003, ISBN 9788888569338.
- La maschera, la donna, lo specchio, Spirali, 2004.
- Raffaello Sanzio e Sandro Trotti, Spirali, 2006.
- Pastoralismo in Sardegna: cultura e identità di un popolo, collana Soliana, Sestu, Zonza Editori, 2006, ISBN 9788884702197.
- Il quinto moro. Soru e il sorismo, Selargius, Domus De Janas, 2007, ISBN 9788888569666.
- Don Antonio Pinna e Padre Raimondo Turtas, Lingua sarda e liturgia, Selargius, Domus De Janas, 2008, ISBN 9788888569741.
- (IT, SC) Pro s'indipendèntzia, collana Libristante, Il Maestrale, 2010, ISBN 9788864290348.
- (IT, SC) Noi non sapevamo. Lingua, turismo, industria, basi militari, ambiente., collana Libristante, Il Maestrale, 2016, ISBN 9788864291680.
- Lettera a un giovane sardo sempre connesso, Domus de Janas, 2017, ISBN 9788897084785.
- Femina, Fondazione Sardinia, 2022
- Turismo lento, Fondazione Sardinia, 2023
- Domani è un altro mondo, con Matteo Porru, Nuoro, Il Maestrale, 2024. ISBN 978-88-6429-349-3